# Metastelma ovalifolium
Metastelma ovalifolium är en oleanderväxtart som först beskrevs av Achille Richard, och fick sitt nu gällande namn av S. Liede. Metastelma ovalifolium ingår i släktet Metastelma och familjen oleanderväxter. Inga underarter finns listade i Catalogue of Life.